# Gerhard Kaufmann (Komponist)
Gerhard Kaufmann (* 1944 in Reutlingen) ist ein deutscher Kirchenmusiker und Komponist.

## Leben
Nach einer Lehre als Lithograph begann er 1963 ein Studium der Kirchenmusik in Esslingen am Neckar, welches er 1971 mit dem A-Examen bei Hans-Arnold Metzger abschloss. Bei Rolf Hempel erhielt er Kompositionsunterricht. Nachdem er von 1965 bis 1971 als Kantor an der Stephanuskirche in Stuttgart-Giebel tätig gewesen war, wurde er 1971 als Bezirkskantor nach Nagold berufen. Von 1986 bis 2010 war er Bezirkskantor an der Stiftskirche in Tübingen, wo er 1995 zum Kirchenmusikdirektor ernannt wurde. Hier leitete er unter anderem die Tübinger Motette und begründete das Tübinger Komponistengespräch. Kaufmann erhielt mehrere Komponistenpreise, u. a. durch den Verband Evangelische Kirchenmusik Württemberg und beim Gustav-Mahler-Wettbewerb.